# 태스크 포스 373
태스크 포스 373(Task Force 373; TF373)는 아프가니스탄 전쟁에서 활동하는 미국의 합동태스크포스다. 2010년 7월 25일 위키리크스에서 공개한 문서를 통해 존재가 알려졌다. 주둔지는 마자르이샤리프의 독일군 기지인 캠프 마르말이라고 한다.
이 부대의 임무는 탈레반 고위 지도자들을 생포하거나 죽여서 "무력화"시키는 것이다. 2010년 7월 25일, 가디언은 TF373이 대부분의 경우 생포는 시도조차 하지 않으며, 탈레반 뿐 아니라 민간인들과 아프가니스탄 경찰까지 사살했다고 보도했다.